# بخش‌های دپارتمان پد-کله
بخش‌های دپارتمان پد-کله (انگلیسی: Arrondissements of the Pas-de-Calais department) شامل ۷ بخش به شرح زیر است:
1. بخش ارس با ۳۵۸ کمون (فرانسه) و جمعیت ۲۶۳ هزار نفر در سال ۲۰۱۳ می‌باشد.
2. بخش بولونی-سور-مر با ۱۰۴ کمون (فرانسه) و جمعیت ۲۸۵ هزار نفر در سال ۲۰۱۳ می‌باشد.
3. بخش بتون با ۷۴ کمون (فرانسه) و جمعیت ۱۶۱ هزار نفر در سال ۲۰۱۳ می‌باشد.
4. بخش کله با ۵۲ کمون (فرانسه) و جمعیت ۱۸۱ هزار نفر در سال ۲۰۱۳ می‌باشد.
5. بخش لانس با ۵۰ کمون (فرانسه) و جمعیت ۳۵۸ هزار نفر در سال ۲۰۱۳ می‌باشد.
6. بخش مونتروی با ۱۶۴ کمون (فرانسه) و جمعیت ۱۱۲ هزار نفر در سال ۲۰۱۳ می‌باشد.
7. بخش سن-اومر با ۸۹ کمون (فرانسه) و جمعیت ۱۶۴ هزار نفر در سال ۲۰۱۳ می‌باشد.